# Dalca

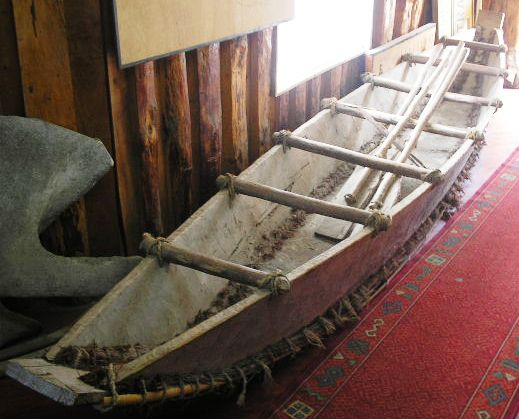
Dalca (Rekonstruktion).

Dalca, eller dalka, var en 4 till 8 m lång kanot från Eldslandet. Den användes i kustnära områden av ursprungsfolk som kawésqar, yahgan och chono och hade plats för 9 till 12 personer. Ursprungligen var dalcorna hopsydda av barkbitar, senare gick man över till plankor. I Sverige finns två dalcor, en på Världskulturmuseet i Göteborg och en på Etnografiska museet i Stockholm. Båda dessa är insamlade av Carl Skottsberg från kawésqar under en expedition till Eldslandet 1907-09. 

Kawésqar och kanoter
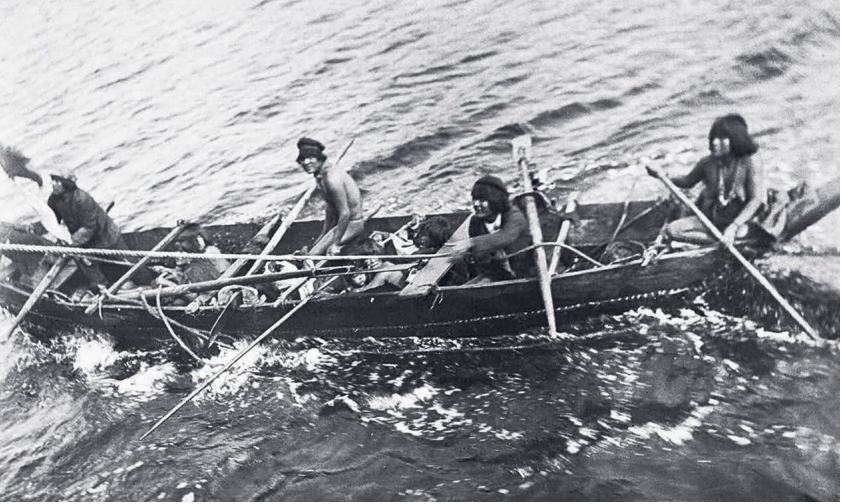
En grupp kawésqar i en dalca. Denna bild togs 1895 från ångaren Bianca av ingenjör Bauer.
Dalca insamlad av Carl Skottsberg. Etnografiska museet, Stockholm.
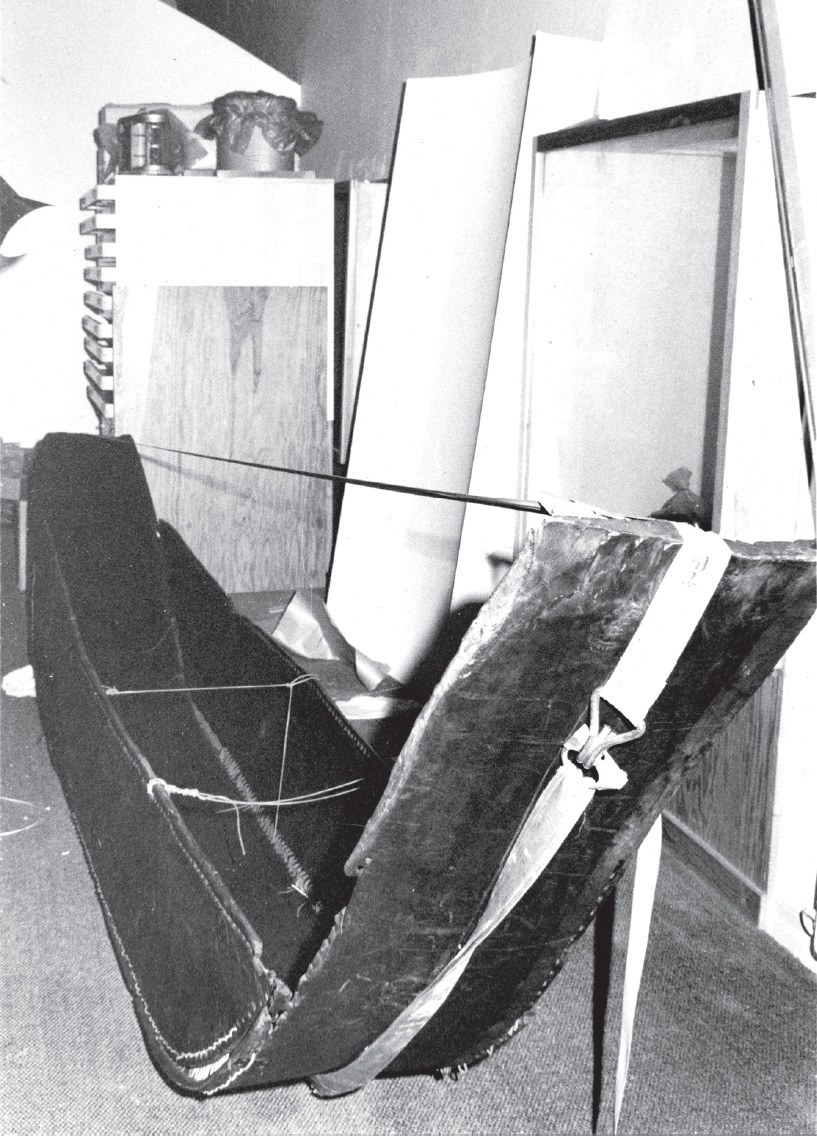
Dalca insalmlad av Carl Skottsberg. Världskulturmuseet, Göteborg.
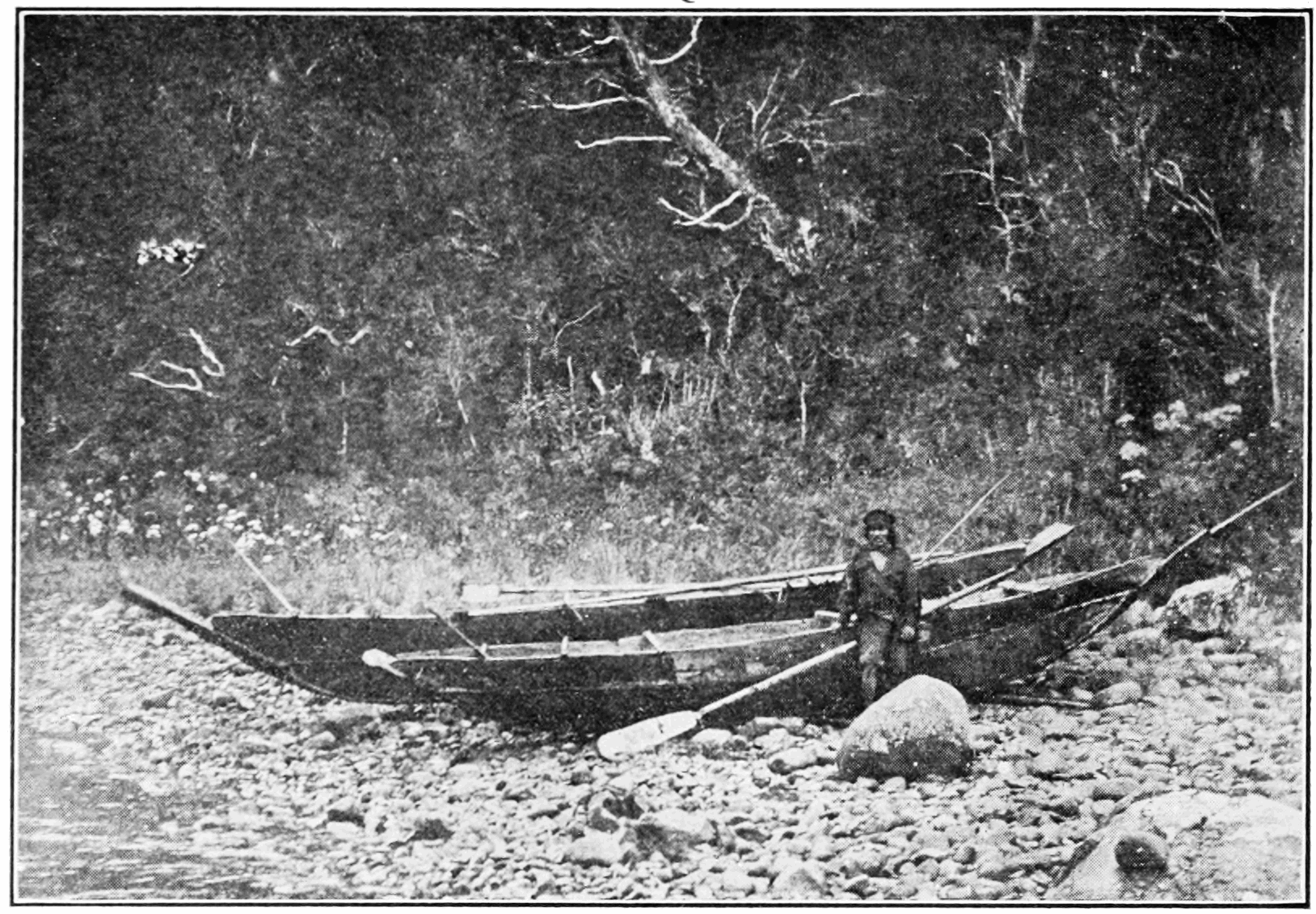
Två dalcakanoter och en man, Magellans sund, 1910. Foto Charles Haskins Townsend eller Thomas Lee.